# Родригес, Хесе
Хесе́ Родри́гес Руи́с, более известный как Хесе́ (исп. Jesé Rodríguez Ruíz; род. 26 февраля 1993, Лас-Пальмас-де-Гран-Канария) —  испанский футболист, вингер испанского клуба «Лас-Пальмас».

## Клубная карьера

### Ранние годы
Хесе родился и вырос в городе Лас-Пальмасе на Канарских островах. Его родители — Паскуаль и Мария Родригес. Отец работал фармацевтом. Заниматься футболом Хесе начал в команде «Эль Пилар», затем перешёл в команду «Уракан». Уже в возрасте 12 лет Родригес считался перспективным футболистом, играя за команду среди игроков до 13 лет, он забивал более ста голов за сезон. За ним наблюдали скауты ведущих клубов Испании, среди которых были «Барселона», «Мальорка», «Эспаньол» и «Реал Мадрид». Из всех вариантов Хесе выбрал последний, его родители заключили с представителями клуба соглашение, по которому через год Родригес должен был переехать в Мадрид и начать заниматься в молодёжной академии «Реала».
В 14 лет Хесе оказался в Мадриде. Хорошо проявив себя в играх за молодёжный состав, он в декабре 2010 года впервые был приглашён потренироваться с основным составом «Реала». В январе 2011 года Хесе стал привлекаться к играм второй команды клуба, «Реал Мадрид Кастилья». В то время газета Marca называла Хесе лучшим выпускником академии клуба за много лет и сравнивала его с бразильцем Неймаром и португальцем Криштиану Роналду. В марте 2011 года, не успев ещё закрепиться в составе «Кастильи», Родригес заключил с «Реалом» контракт до 2014 года.

### «Кастилья»
16 января 2011 года 17-летний Хесе впервые вышел на поле в составе «Кастильи» в официальном матче. Встреча с клубом «Универсидад Лас-Пальмас» проходила в рамках розыгрыша Сегунды B (третьего дивизиона чемпионата Испании) и завершилась победой мадридского клуба со счётом 5:0. До конца сезона 2010/11 Хесе сыграл ещё два матча за «Кастилью».
В июле 2011 года тренер Жозе Моуриньо вызвал Хесе на предсезонные сборы основной команды в США. 16 июля в товарищеском матче с «Лос-Анджелес Гэлакси» Хесе впервые вышел на поле в составе «Реала». 3 августа в товарищеском матче с китайским клубом «Гуанчжоу Эвергранд» он вскоре после появления на поле отметился первым забитым голом. В сезоне 2011/2012 Хесе был окончательно переведён из молодёжной команды «Реала» в «Кастилью». 2 октября 2011 года он забил первый в своей профессиональной карьере гол, поразив ворота «Ла-Роды» в матче Сегунды B. Матч завершился поражением «Кастильи» со счётом 4:2.
7 декабря 2011 года Жозе Моуриньо взял молодого футболиста на выездной матч Лиги чемпионов с амстердамским «Аяксом». Однако весь матч Хесе провёл на скамейке запасных. 13 декабря 2011 года в матче Кубка Испании с командой «Понферрадина» состоялся официальный дебют футболиста в составе «Реала». Хесе вышел на поле на 78-й минуте встречи, заменив Криштиану Роналду. 24 марта 2012 года в игре с «Реал Сосьедадом» Хесе дебютировал испанской Примере. Он вышел на поле стадиона «Сантьяго Бернабеу» на 80-й минуте, вновь заменив Роналду.
Весной 2012 года в прессе сообщалось об интересе к Хесе со стороны зарубежных клубов. Несколько раз за игрой молодого испанца в «Кастилье» наблюдал скаут «Манчестер Юнайтед», а руководство португальской «Бенфики» неоднократно обсуждало с представителями «Реала» возможность приобретения Хесе. Летом 2012 года агент футболиста заявил, что мадридский клуб в ближайшее время не собирается расставаться со своим воспитанником. В июле 2012 года Моуриньо вновь взял Хесе на сборы основного состава «Реала» в Лос-Анджелесе.
В сезоне 2012/2013, играя в составе «Кастильи», он забил 22 мяча в Сегунде, побив тем самым рекорд Эмилио Бутрагеньо, забившего в сезоне 1983/1984 21 гол.

### Основной состав «Реала»
В июле 2013 года Хесе заключил новый контракт с «Реалом», рассчитанный на 4 года. 23 августа оформил дубль в матче Кубка Сантьяго Бернабеу против катарского «Аль-Садда», который также был прощальным матчем Рауля Гонсалеса.
Первый мяч в испанской Примере забил 26 октября, в матче с «Барселоной» на «Камп Ноу»(1:2). Второй мяч в чемпионате Испании забил 22 декабря 2013 года против «Валенсии» на «Месталье» на 82 минуте, гол принёс победу команде. 2 января 2014 года в товарищеском матче в Дохе против ПСЖ (1:0), забил единственный гол на 18-й минуте. В 1/8 финала Кубка Испании в домашнем матче с «Осасуной» с передачи Криштиану Роналду забил гол на 60-й минуте. 28 января в 1/4 финала Кубка Испании в матче с «Эспаньолом» на 7-й минуте с диагональной передачи Хаби Алонсо забил гол, который стал единственным и принёс победу. Он забил гол в полуфинале Кубка короля против «Атлетико Мадрид», в итоге по сумме двух встреч «Реал» выиграл со счётом 5:0. Хесе получил травму связок колена в ответном матче 1/8 финала Лиги чемпионов против «Шальке».
В новом сезоне Хесе играл редко, но иногда помогал партнёрам, выходя на замену. Забил гол в матче 1/8 финала Лиги чемпионов 2015/16 против «Ромы». 28 мая стал победителем Лиги чемпионов во второй раз в своей карьере.

### «Пари Сен-Жермен» и аренды
8 августа 2016 года Хесе заключил пятилетний контракт с французским клубом «Пари Сен-Жермен». По информации L’Équipe, переход испанца обошёлся его новому клубу в 25 млн евро. В составе французского клуба испанцу закрепиться не удалось, за полгода в команде он лишь в одном матче чемпионата Франции вышел в основном составе, всего же во всех турнирах сыграл за «Пари Сен-Жермен» 14 матчей, в которых забил два гола.

#### «Лас-Пальмас»
31 января 2017 года Хесе вернулся в Испанию и на правах аренды до конца сезона 2016/17 выступал за «Лас-Пальмас». На следующий день футболист был представлен перед 9000 болельщиками на стадионе Гран-Канария. Хесе пообещал сделать все что в его силах, чтобы помочь клубу пройти квалификацию в Лигу Европы. Дебютная игра состоялась 6 февраля, где футболист заменил на поле Висенте Гомеса в игре с «Гранадой». На следующей неделе Хесе уже появился в стартовом составе в игре «Севильей».
1 марта 2017 года Хесе вернулся на Сантьяго Бернабеу в матче Ла Лиги с «Реалом». Во время подготовки к матчу футболист признался, что в долгу перед «Реалом» за предоставленные возможности и обвинил травму крестообразных связок в том, что она не позволила ему полностью раскрыться в мадридском клубе. В этом матче Хесе появился в стартовом составе, а сама игра закончилась со счетом 3-3. Первыми голами за «Лас-Пальмас» Хесе отметился четыре дня спустя, забив два мяча в ворота «Осасуны». По итогам сезона футболист провел на поле 16 матче, забил 3 мяча и отдал одну голевую передачу, а его команда завершила сезон на четырнадцатой позиции. После завершения аренды «Лас-Пальмас» не стал подписывать с игроком новый контракт, поскольку общая плохая игра, высокие требования к зарплате и поведение за пределами футбольного поля не соответствовали требованиям клуба.

#### «Сток Сити»
16 августа 2017 года Хесе перешёл в английский «Сток Сити» на правах аренды до конца сезона 2017/18. В дебютном матче за «Сток», состоявшемся 19 августа, испанец забил единственный гол и принёс своей команде победу над «Арсеналом». В декабре 2017 года Хесе досрочно покинул стадион в матче против «Суонси Сити» после того как главный тренер произвел все замены, оставив футболиста на скамейке запасных. Впоследствии он был привлечен клубом к дисциплинарной ответственности. Также он пропустил несколько следующих матчей, поскольку ему был предоставлен отпуск по семейным обстоятельствам чтобы навестить недоношенного сына на Канарских Островах.
На поле Хесе вернулся 10 февраля 2018 года в матче с «Брайтон энд Хоув Альбион». На последних минутах матча он заработал пенальти для своей команды. Однако, постоянный пенальтист «Сток Сити» Чарли Адам отказал Хесе в возможности реализовать одиннадцатиметровый удар. В следующем месяце Хесе снова был предоставлен отпуск, после того как его сын перенес операцию. Позднее футболист так и не вернулся к тренировкам. За сезон в «Сток Сити» Хесе провел 13 матчей, забив один гол. По результатам турнирной таблицы его клуб покинул Премьер-лигу.

#### «Бетис»
Вернувшись в «ПСЖ» Хесе заявил о намерении бороться за место в составе. Однако, он и его товарищ по команде Гонсалу Гедеш были исключены из предсезонного турне команды по Азии. Исключения футболиста из состава команды продолжились и в начале чемпионата. К концу года Хесе так ни разу и не появился на поле. Свой первый и единственный матч в составе «ПСЖ» Хесе провел 23 января 2019 года, выйдя на замену на последней минуте матча Кубка Франции против «Страсбура».
29 января 2019 года Хесе подписал контракт аренды с испанским «Бетисом» до конца сезона, где он вновь встретился с бывшим тренером «Лас-Пальмас» Кике Сетьеном. Дебют за новую команду состоялся 7 февраля в матче Кубка Испании с «Валенсией». На следующей неделе Хесе появился на поле во втором тайме в матче Лиги Европы с французским «Ренном». 10 марта футболист отметился голом в ворота «Сельты». В конце сезона «Реал Бетис» не стал продлевать контракт с футболистом.

#### «Спортинг»
2 сентября 2019 года Хесе присоединился к португальскому клубу «Спортинг» на правах аренды до конца сезона. Первым голом футболист отметился в октябре, открыв счет в матче с «Виторией».
В конце сезона Хесе получил медаль Лиги 1 за свой вклад в «ПСЖ», проведя в составе команды одну минуту в матче против клуба «Мец».

#### Расторжение контракта
После окончания сезона в «Спортинге» Хесе вернулся в расположение французского «ПСЖ». 10 сентября 2020 футболист вышел на поле в игре против «Ланса». Последний раз в составе команды Хесе появился 16 октября в матче с клубом «Ним».
6 декабря 2020 года «ПСЖ» объявил о расторжении контракта по обоюдному согласию сторон.

### Возвращение в «Лас-Пальмас»
1 февраля 2021 года Хесе вновь присоединился к «Лас-Пальмас», подписав контракт до конца сезона. Позже, контракт был продлен на еще один сезон.

### «Анкарагюджю»
В начале августа 2022 года Хесе пополнил состав клуба Турецкой Суперлиги «Анкарагюджю», подписав соглашение сроком на один год. Вскоре он дебютировал в матче с «Коньяспором», заменив Георгия Беридзе на 61-й минуте матча. 13 января 2023 года контракт был досрочно расторгнут под обоюдному согласию сторон.

### «Сампдория»
10 февраля 2023 футболист подписал контракт с итальянским клубом «Сампдория» до конца сезона с возможностью продления еще на один год. К концу сезона на счету Хесе было 11 матчей чемпионата и один забитый мяч в ворота «Лечче».

### «Коритиба»
6 сентября 2023 года Хесе подписал контракт с футбольным клубом «Коритиба» из бразильской Серии А.

### «Джохор Дарул Тазим»
Спустя 10 месяцев без клуба Хесе присоединился к клубу «Джохор Дарул Тазим» 5 октября 2024 года.

## Карьера в сборной

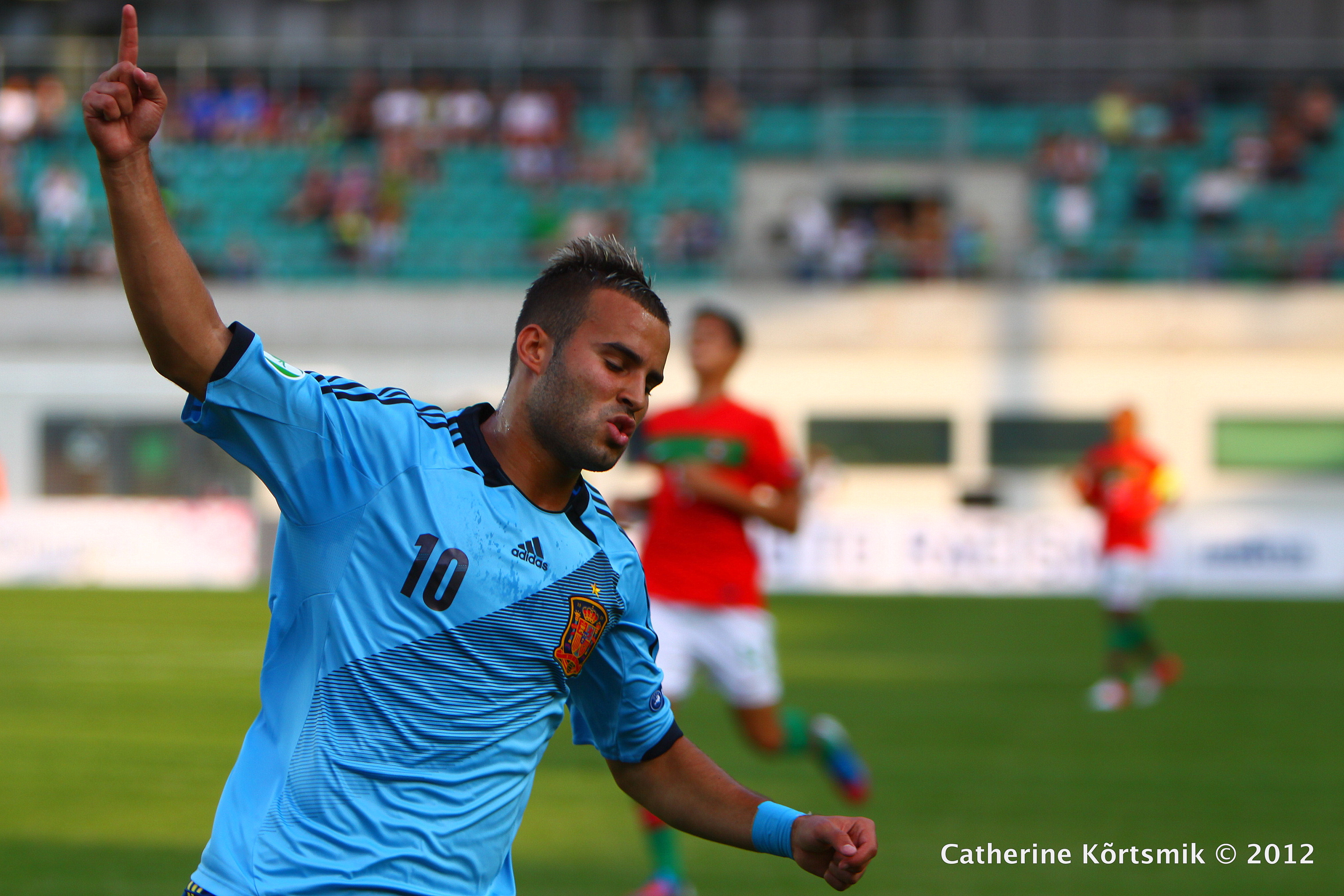
Хесе на Евро-2012 (до 19 лет) в матче против сборной Португалии оформил хет-трик

Хесе выступал за сборные Испании до 16, 17, 18 и 19 лет. Чемпион Евро-2012 (до 19). Хесе — лучший бомбардир этого турнира. Он забил 5 голов, один из которых пришёлся в ворота Греции в финале чемпионата.

## Личная жизнь
Летом 2012 году у Хесе родился сын, которого также назвали Хесе. Родригес сделал на правой руке татуировку с именем и датой рождения сына. Ребёнок живёт на Канарских островах с матерью, с которой футболист более не состоит в отношениях.
Хобби — музыка, кино, хождение на пляж.

## Достижения
«Реал Мадрид»
- Обладатель Кубка Испании: 2013/2014
- Победитель Лиги чемпионов УЕФА (2): 2013/2014, 2015/2016
- Обладатель Суперкубка УЕФА: 2014
- Победитель Клубного чемпионата мира: 2014

«Реал Мадрид Кастилья»
- Победитель Сегунды B: 2011/12

«Пари Сен-Жермен»
- Чемпион Франции: 2019/20

Сборная Испании (до 19 лет)
- Победитель чемпионата Европы (юноши до 19 лет): 2012

Личные
- Лучший бомбардир чемпионата Европы (юноши до 19 лет): 2012 (5 голов)

## Статистика выступлений
По состоянию на 30 апреля 2019 года
| Выступление      | Выступление      | Выступление      | Лига | Лига | Кубки | Кубки | Еврокубки | Еврокубки | Остальные | Остальные | Итого | Итого |
| Клуб             | Лига             | Сезон            | Игры | Голы | Игры  | Голы  | Игры      | Голы      | Игры      | Голы      | Игры  | Голы  |
| ---------------- | ---------------- | ---------------- | ---- | ---- | ----- | ----- | --------- | --------- | --------- | --------- | ----- | ----- |
| Реал Мадрид B    | Сегунда В        | 2010/11          | 3    | 0    | 0     | 0     | 0         | 0         | 0         | 0         | 3     | 0     |
| Реал Мадрид B    | Сегунда В        | 2011/12          | 39   | 10   | 0     | 0     | 0         | 0         | 0         | 0         | 39    | 10    |
| Реал Мадрид B    | Сегунда В        | 2012/13          | 38   | 22   | 0     | 0     | 0         | 0         | 0         | 0         | 38    | 22    |
| Реал Мадрид B    | Итого            | Итого            | 80   | 32   | 0     | 0     | 0         | 0         | 0         | 0         | 80    | 32    |
| Реал Мадрид      | Примера          | 2011/12          | 1    | 0    | 1     | 0     | 0         | 0         | 0         | 0         | 2     | 0     |
| Реал Мадрид      | Примера          | 2013/14          | 18   | 5    | 8     | 3     | 5         | 0         | 0         | 0         | 31    | 8     |
| Реал Мадрид      | Примера          | 2014/15          | 16   | 3    | 3     | 1     | 3         | 0         | 1         | 0         | 23    | 4     |
| Реал Мадрид      | Примера          | 2015/16          | 28   | 5    | 1     | 0     | 9         | 1         | 0         | 0         | 38    | 6     |
| Реал Мадрид      | Итого            | Итого            | 63   | 13   | 13    | 4     | 17        | 1         | 1         | 0         | 94    | 18    |
| ПСЖ              | Лига 1           | 2016/17          | 9    | 1    | 1     | 1     | 4         | 0         | 0         | 0         | 14    | 2     |
| ПСЖ              | Лига 1           | 2018/19          | 0    | 0    | 1     | 0     | 0         | 0         | 0         | 0         | 1     | 0     |
| ПСЖ              | Итого            | Итого            | 9    | 1    | 2     | 1     | 4         | 0         | 0         | 0         | 15    | 2     |
| Лас-Пальмас      | Примера          | 2016/17          | 16   | 3    | 0     | 0     | 0         | 0         | 0         | 0         | 16    | 3     |
| Сток Сити        | АПЛ              | 2017/18          | 13   | 1    | 0     | 0     | 0         | 0         | 0         | 0         | 13    | 1     |
| Реал Бетис       | Примера          | 2018/19          | 11   | 1    | 2     | 0     | 0         | 0         | 0         | 0         | 13    | 1     |
| Всего за карьеру | Всего за карьеру | Всего за карьеру | 192  | 51   | 17    | 5     | 21        | 1         | 1         | 0         | 231   | 57    |